# Enola Holmes 2
Enola Holmes 2 ist ein US-amerikanischer Spielfilm aus dem Jahr 2022, der auf der gleichnamigen Jugendromanreihe von Nancy Springer basiert und die Fortsetzung des 2020 erschienenen Films Enola Holmes ist. Der Film, in dessen Mittelpunkt erneut die Schwester des berühmten Sherlock Holmes steht, wurde von Jack Thorne geschrieben und von Harry Bradbeer inszeniert. Millie Bobby Brown, Henry Cavill und Helena Bonham Carter spielen die Hauptrollen.
Enola Holmes 2 wurde am 4. November 2022 auf Netflix veröffentlicht.

## Handlung
Enola Holmes stand immer im Schatten ihres weltberühmten Bruders Sherlock. Doch nun hat sie es geschafft und ermittelt offiziell als Privatdetektivin. Doch die Aufträge bleiben aus und Enola ist schon dabei, ihre Detektei wieder zu schließen, als sie doch noch einen Auftrag bekommt: Sie soll ein verschwundenes Mädchen finden, das in einer Streichholzfabrik gearbeitet hat. Ihre Ermittlungen führen sie jedoch zu einer weitreichenden Verschwörung, die sie nur mit Hilfe ihrer Freunde und Familie klären kann. Schnell merkt sie, dass ihr Fall mit der aktuellen Untersuchung ihres Bruders zusammenhängt. Die Geschwister müssen zusammenarbeiten, um die Fälle lösen zu können.
Die Geschichte beruht lose auf den Gegebenheiten des Streik der Streichholzarbeiterinnen von 1888.

## Produktion
Im Mai 2021 wurde bekannt, dass an einer Fortsetzung des 2020 erschienenen Films Enola Holmes gearbeitet wird, bei der Millie Bobby Brown und Henry Cavill in ihre Rollen Enola Holmes und Sherlock Holmes zurückkehren. Sowohl Regisseur Harry Bradbeer als auch Drehbuchautor Jack Thorne sollen erneut in gleicher Funktion tätig sein. Berichten zufolge soll Brown für ihre Rolle 10 Millionen US-Dollar erhalten haben.
Die Dreharbeiten fanden zwischen Oktober 2021 und Januar 2022 statt. Gedreht wurde unter anderem in Hull.

## Synchronisation
Die deutschsprachige Synchronisation entstand im Auftrag der FFS Film- & Fernseh-Synchron, nach einem Dialogbuch von Alexander Löwe unter der Dialogregie von Nico Sablik.
| Rolle                   | Darsteller             | Synchronsprecher    |
| ----------------------- | ---------------------- | ------------------- |
| Enola Holmes            | Millie Bobby Brown     | Carlotta Pahl       |
| Sherlock Holmes         | Henry Cavill           | Alexander Doering   |
| Eudoria Holmes          | Helena Bonham Carter   | Melanie Pukaß       |
| Superintendent Grail    | David Thewlis          | Frank Röth          |
| Lord Viscount Tewksbury | Louis Partridge        | Patrick Keller      |
| Inspector G. Lestrade   | Adeel Akhtar           | Sascha Rotermund    |
| Edith                   | Susan Wokoma           | Flavia Vinzens      |
| Cicely / Sarah Chapman  | Hannah Dodd            | Friedel Morgenstern |
| Mira Troy               | Sharon Duncan-Brewster | Giuliana Jakobeit   |
| Dr. John Watson         | Himesh Patel           | Nicolás Artajo      |

## Rezeption

### Kritiken
Auf dem Rezensionsaggregator Rotten Tomatoes hat der Film eine Zustimmungsrate von 94 % basierend auf 101 Rezensionen. Auf Metacritic hat es eine Punktzahl von 64 von 100 basierend auf 26 Kritiken, was auf „im Allgemeinen positive Bewertungen“ hinweist.
Christoph Petersen  von Filmstarts.de gab dem Film 3,5 von 5 Sternen und urteilte, dass der Film „trotz der erneut (zu) stolzen Laufzeit von zwei Stunden und zehn Minuten nie langweilig“ wird. Außerdem findet er, dass „die verschiedenen Elemente nun besser [ineinandergreifen]“ als im ersten Teil.

### Auszeichnungen
Irish Film & Television Awards 2023
- Auszeichnung für das Beste Kostümdesign (Consolata Boyle)[7]

Nickelodeon Kids’ Choice Awards 2023
- Auszeichnung als Beste Schauspielerin (Millie Bobby Brown)[8]